# Salman Rushdie
Sir Ahmed Salman Rushdie (n. 19 iunie 1947, Bombay, India Britanică) este un scriitor și un eseist din Regatul Unit de descendență indiană, cunoscut mai ales pentru Versetele satanice, scriere considerată blasfematoare la adresa religiei islamice și care i-a adus condamnarea la moarte din partea ayatolahului Ruhollah Khomeini.

## Biografie
Deși provenea dintr-o familie de musulmani practicanți, a crescut într-o atmosferă tolerantă, atât din punct de vedere religios, cât și cultural, educația sa timpurie fiind caracterizată printr-un amestec de elemente indiene și britanice, lucru reflectat și în scrierile sale.
Acțiunea acestor ficțiuni are loc în majoritatea lor pe subcontinentul Indian, dar ideile și conceptele se desprind de tradiționalism tinzând către universalitate.
A crescut în Mumbai (care se numea Bombay) a urmat "Rugby School", apoi în 1965 devine student la istorie la prestigiosul King's College, Cambridge din Anglia și obține o diplomă în istorie.
Perioada studiilor este destul de dificilă, deoarece se confruntă cu atitudinea rasistă a multor persoane din jur.
După absolvire, revine acasă dar nu la Bombay, ci la Karachi deoarece familia se mutase în Pakistan.
După o scurtă și nefericită experiență în televiziune, Rushdie revine în Anglia.
Lucrează zece ani în publicitate (pentru celebra firmă Ogilvy & Mather cu Ayer Barker), apoi a devenit scriitor profesionist.
În 2004, Rushdie s-a căsătorit pentru a patra oară, de data aceasta cu un model și o actriță faimoasă din India, Padma Lakshmi.

## Opera literară
Stilul său narativ, un amestec de mit și fantezie cu realitate, a fost pus în descendența realismului magic.
Rushdie este de asemenea autor al mai multor romane și volume de eseuri care privesc lumea contemporană cu luciditate și uneori cu sarcasm. Și-a făcut debutul editorial în 1975 cu romanul Grimus, dar romanul care l-a impus definitiv a fost Copiii în miez de noapte, care a primit și prestigiosul Booker Prize în 1981.
Urmează Rușinea (1983), nominalizat pentru același Premiu Booker în 1984, pe care însă îl ratează, primind în schimb Premiul francez pentru cea mai bună carte străină.
Dar cea mai celebră cartea a sa este Versetele satanice (1988), care i-a atras condamnarea la moarte pentru pretinsa blasfemie la adresa islamului.

### Versetele satanice
Rushdie a devenit brusc celebru în lumea întreagă după sentința de condamnare la moarte pronunțată împotriva lui de un tribunal islamic iranian, în urma publicării romanului Versetele satanice (1988), socotit blasfemator la adresa profetului Islamului Mahomed
Imediat după publicarea romanului Versetele satanice în luna septembrie 1988, lumea islamică a fost străbătută de un fior. India a interzis cartea pe 5 octombrie; Africa de Sud a făcut același gest pe 24 noiembrie iar Pakistan, Arabia Saudită, Egipt, Somalia, Bangladesh, Sudan, Malaezia, Indonezia și Qatar au urmat doar la câteva săptămâni exemplul indian. Cartea a fost arsă într-o piață din Bradford, Anglia, pe 14 ianuarie, 1989, în timpul unei acțiuni de protest a musulmanilor englezi. Pe 12 februarie, cinci manifestanți au fost uciși de poliție în timpul unui miting anti-Rushdie din Islamabad.
Pe 14 februarie 1989, o fatwa promițând execuția sa a fost citită la postul de radio din Teheran de ayatolahul Ruhollah Khomeini, liderul spiritual al Iranului, care a caracterizat cartea drept „o blasfemie la adresa Islamului“. Deși a scris o carte în 1990 ca să-și exprime respectul pentru Islam, Iranul nu și-a retras fatwa, ba chiar în 1999 a pus pe capul lui Rushdie o recompensă record de 2,8 milioane de dolari. Deși în mod normal, fatwa lua sfârșit la moartea celui care emis-o, acest lucru nu s-a intâmplat cu cea la adresa lui Salman Rushdie, aceasta rămânând valabilă și după decesul ayatolahul Khomeini. Serviciile Secrete Britanice și FBI au reușit să-l protejeze pe romancier, atât în Marea Britanie, cât și în Statele Unite ale Americii, unde scriitorul se stabilise. Acesta trăia în New York, dar nu mai avea protectție sau escortă. Pe 12 august 2022, scriitorul a fost înjughiat, fiind rănit grav, înainte de-a ține o conferință la un târg de carte.

### Apreciere și recenzii
Între 1981 și 1999, Rushdie a primit nu mai puțin de 22 de premii literare, între care se numără și: 
- Booker Prize for Fiction,
- Prix du meilleur livre etranger,
- Whitebread Novel Award,
- James Tait Black Memorial Prize
- Arts Council Writers Award
- English-Speaking Union Award
- Booker of Bookers cel mai bun roman dintre cele care au primit premiul Booker pentru Ficțiune
- Prix du Meilleur Livre Etranger
- Writers' Guild Award.

Pentru operele sale, i-au fost acordate titlurile de Fellow of Royal Society for Literature în Marea Britanie și Commandeur des Arts et des Lettres în Franța.
În afară de condamnarea la moarte, a cărei amenințare se menține asupra scriitorului, romanul Versetele satanice i-a adus lui Rushdie premiul Whitbread și o nominalizare la premiul Booker.
Dincolo de conotațiile considerate blasfemiatorii la adresa islamului, criticii literari au subliniat și valoarea literară a acestuia:
- The New York Times Book Review:

Versetele satanice este o carte care își are locul alături de marile alegorii ale identității din literatura universală, precum Călătoriile lui Gulliver, Candide sau Viața și opiniunile lui Tristram Shandy, Gentleman.
- Murat Iusuf, muftiu al cultului musulman al României:

Fac apel la toți musulmanii să citească Versetele satanice și să nu dea curs unor provocări care pot veni din partea altor persoane.
Este bine să cunoaștem și părerile celor care ne blasfemiază religia.

- România liberă:

Titlul romanului, Versetele satanice, constituie o trimitere directă la o problemă foarte delicată pentru musulmani.
Este vorba despre controversata teorie a unor interpolări "satanice" în textul Coranului.
Profetul Mohamed, ca să-și facă prozeliți într-o lume politeistă, ar fi susținut ideea existenței altor zei în afară de Allah, pe care apoi a retras-o, afirmând că a venit de la Satana.
Musulmanii contestă puternic posibilitatea unor interpolări în textul sfânt al Coranului.
Gibreel Fishta, personaj schizofrenic și star la Bollywood în romanul lui Rushdie, are o revelație privind viața lui Mohamed (Messenger, în roman) în perioada în care acesta emitea versetele satanice, care exprimau toleranța față de zeii preislamici.

### Selecție de opere
- Grimus (roman, 1975)
- Copiii din miez de noapte (roman, 1979, Booker Prize - 1981)
- Rușinea (roman, 1983)
- Zâmbetul jaguarului. O călătorie în Nicaragua (eseuri, 1987)
- Versetele satanice (roman, 1988)
- Harun și Marea de Povești (1990)
- Patrii imaginare (eseuri scrise în anii 1981-1991, 1991)
- Orient, Occident (povestiri, 1994)
- Ultimul suspin al maurului (roman, 1994)
- Pământul de sub tălpile ei (roman, 1999)
- Furia (roman, 2001)
- Calcă această graniță (eseuri, 2003)
- Shalimar, clovnul (roman, 2005)

### Opere traduse în limba română la editura Polirom
- Copiii din miez de noapte (2000)
- Rușinea (2001)
- Ultimul suspin al maurului (2002)
- Harun și Marea de Povești (2003)
- Pământul de sub tălpile ei (2003)
- Orient, Occident (2005) și
- Copiii din miez de noapte. Ediție revăzută (2005)
- Shalimar Clovnul (2006)
- Dincolo de limite (2006)
- Versetele Satanice (2007)
- Grimus (2008)
- Seducătoarea din Florența (2009)
- Joseph Anton: Memorii (2012) [28]
- Doi ani, opt luni și douăzeci și opt de nopți (2015)
- Casa Golden (2017)